# Golia

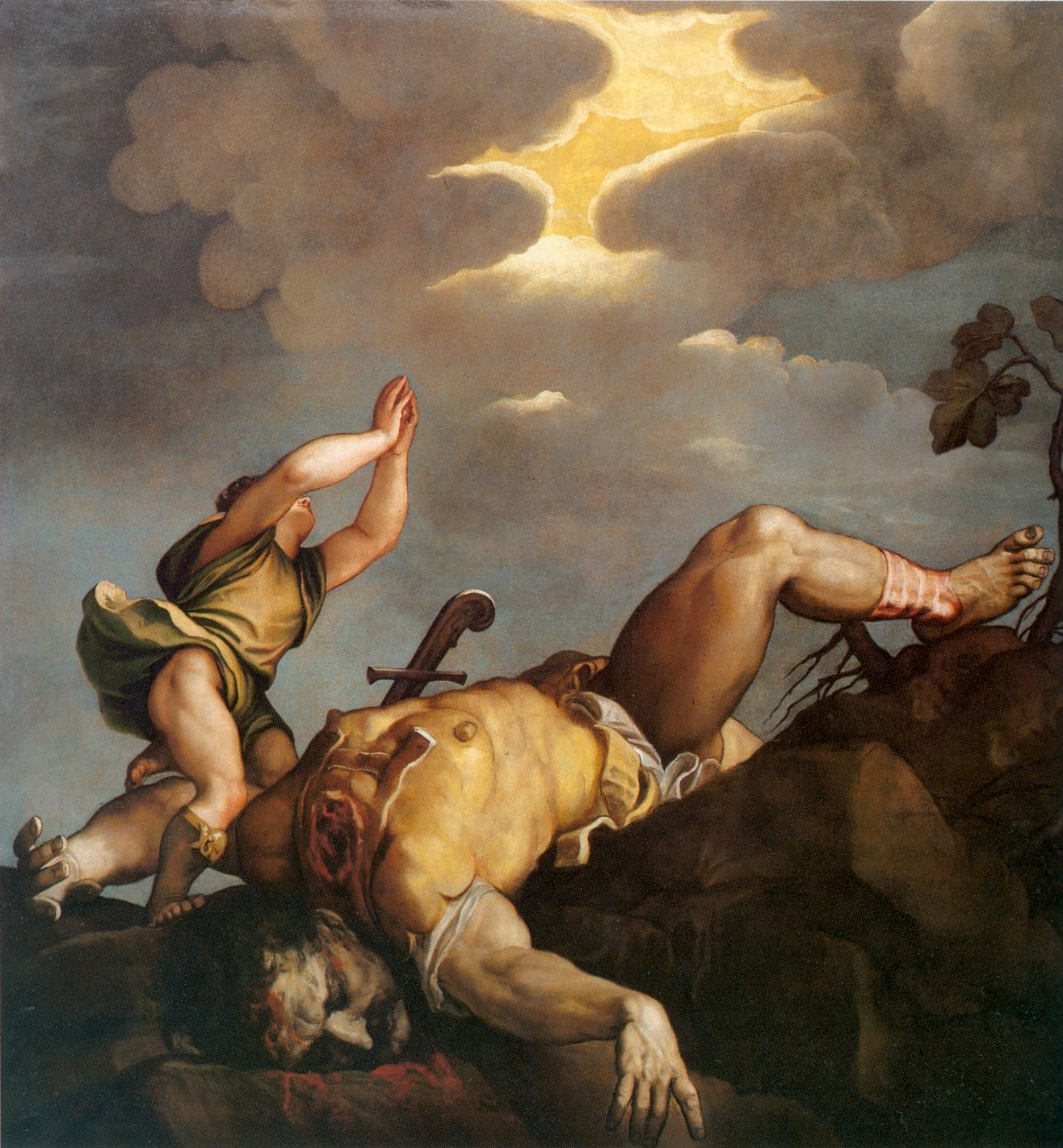
Davide e Golia, dipinto di Tiziano

Golia (in ebraico גָּלְיָת - Goliyāṯ, che significa: "passaggio", "rivoluzione") era un importante soldato filisteo nelle truppe del sovrano Achish di Gat, acerrimi nemici di Israele. Viene definito un campione dei Filistei, menzionato nella Bibbia e famoso, secondo la versione data dal Primo libro di Samuele, per il suo scontro con Davide, il futuro re giudeo, che sarebbe avvenuta alla prima metà del X secolo a.C.

## Racconto biblico

### Golia nel Primo libro di Samuele

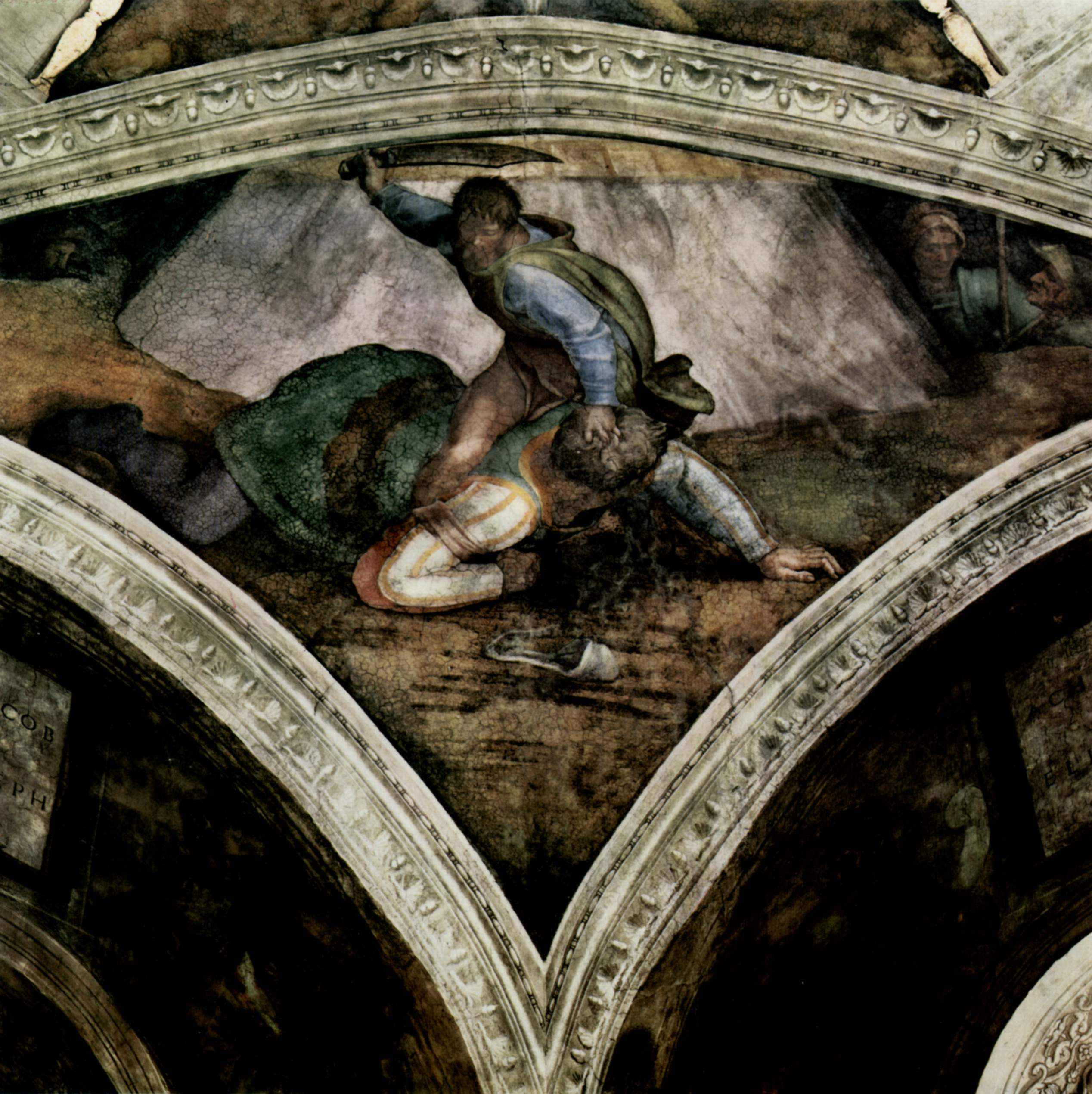
Davide in procinto di tagliare la testa al cadavere di Golia, in un dipinto di Michelangelo

Il gigante Golia e il suo scontro contro Davide vengono descritte nel Primo libro di Samuele 17. Ecco come viene presentato questo guerriero che, a prima vista, sembra invincibile: 

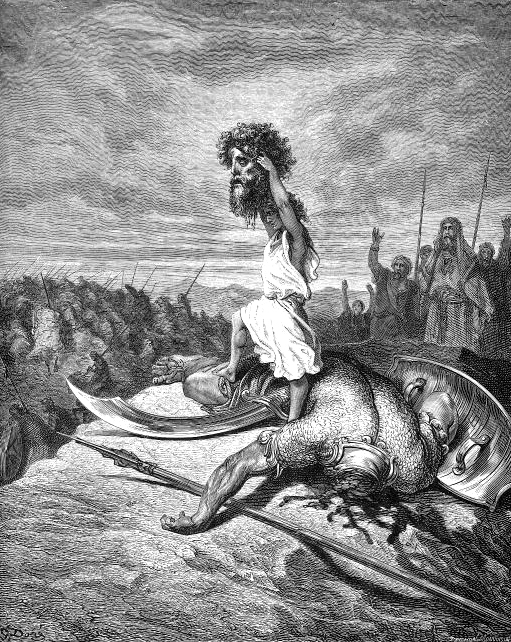
Davide solleva la testa mozzata di Golia, illustrazione di Gustave Doré

Il racconto prosegue con la sfida che Golia rivolge all'esercito di Saul. Nessuno degli ebrei osa accettarla, eccetto il giovane Davide: 

Infine il testo racconta come Davide lo abbatte con la fionda e con una pietra, e la decapitazione del suo cadavere: 

### Golia nel Secondo libro di Samuele
Il Secondo libro di Samuele, seguendo una diversa tradizione rispetto al Primo libro di Samuele, riporta che Golia fu ucciso da Elcanan, figlio di Iair di Betlemme: 
Gli esegeti dell'interconfessionale Bibbia TOB - nel precisare che il Secondo libro di Samuele "situa a Gob (Guibbetôn?) la vittoria riportata su Golia di Gat da un prode di Davide, chiamato Elcanan" - ritengono quindi "che si sia voluto identificare con Golia, vittima di Elcanan, un filisteo anonimo abbattuto da Davide in un combattimento singolo. Oppure si è attribuito a Davide, amplificandola, la prodezza compiuta da Elcanan"; anche gli esegeti del "Nuovo Grande Commentario Biblico" concordano come "il nucleo storico è amplificato e accreditato a Davide in 1Sam17; proprio come nella maggior parte delle storie, si ascrive, anche oggi, all'autorità regnante il merito delle decisioni politiche importanti o delle gesta compiute dai suoi sudditi". Tale tradizione - secondo gli studiosi della École biblique et archéologique française (i curatori della Bibbia di Gerusalemme), concordemente con quelli della Bibbia Edizioni Paoline - è la più antica: "2Sam 21,19 attribuisce la vittoria su Golia a uno dei prodi di Davide [Elcanan]; questa tradizione sembrerebbe la più antica. La tradizione primitiva del c 17 [in 1Sam] parlava solo di una vittoria di Davide su un avversario anonimo, «il Filisteo»".
Un racconto di Elcanan è riportato anche nel Primo libro delle Cronache - successivo di oltre un secolo ai libri di Samuele - dove si sostiene che questi uccise Lacmi, in fratello di Golia (1Cro20,5). La maggioranza degli studiosi, anche cristiani, ritiene che sia stata volontà dell'autore del brano 1Cro20,5 di attribuire ad Elcanan l'uccisione del fratello di Golia - invece che di Golia stesso, come nel Secondo libro di Samuele - al fine di evitare un disaccordo con il Primo libro di Samuele, dove si dice sia stato Davide ad uccidere Golia.

### Famiglia
La Bibbia fa riferimento ad un fratello di Golia, tal certo Lacmi, ucciso da Elcanan figlio di Iair in un'altra guerra contro i Filistei (Primo libro delle Cronache, cap. 20 vers. 5). La tradizione ebraica dà a sua madre il nome di Harapa, identificandola con ‘Orapaḫ, moglie di Kilyon del Libro di Rut.

## Paralleli islamici
Golia viene citato nel Corano nella sūrat al Baqara, versetto 251, col nome arabo di Ğālūt. Il Corano è abbastanza sbrigativo e riassume l'intera guerra con i filistei in soli tre versi. Il Corano cita l'uccisione di Ğālūt (Golia) da parte di Dāwūd (Davide) che segna l'ascesa al trono del sovrano. Ğālūt viene elevato dal Corano 2, 2:249 a comandante delle truppe.

## Nell'arte
La contrapposizione fra Davide e Golia è un tema ripreso spesso nell'arte come simbolo della vittoria dell'intelletto sulla forza fisica:
- Davide e Golia, di Caravaggio (1598);
- Davide e Golia, di Tiziano (1542-1544 circa);
- Davide con la testa di Golia, di Caravaggio (1606);
- David di Bernini (1624);
- Davide e Golia, di Tanzio da Varallo (1625);
- David di Michelangelo;
- David di Donatello.

## Ricerche mediche
- Vladimir Berguiner, neurologo dell'Università Ben Gurion del Negev, dopo alcune ricerche ha dichiarato che Golia soffriva di acromegalia; questo spiegherebbe la sua statura da gigante e i problemi di vista, e la conseguente vittoria di Davide.[9]
- La grandezza smisurata del corpo di Golia rispetto a quella del futuro re Davide, secondo alcune ricerche recenti di neuroscienze, sarebbe stata regolata dalla secrezione dell'ormone della crescita da parte del lobo anteriore della ghiandola pituitaria. Talvolta, infatti, secondo quanto scrive la ricerca, «il lobo anteriore diventa ipertrofico e produce una quantità eccessiva di ormone, che provoca dimensioni eccessive del corpo ed una notevole altezza». L'ipertrofia pituitaria provoca anche dei problemi nella visione normale. Secondo tale ricerca, pertanto, non solo si può affermare che Golia fosse così alto per una disfunzione ormonale, ma si può anche «ipotizzare che Davide riuscì ad atterrare Golia perché, quando raggiunse la linea di battaglia, il gigante non era più in grado di vederlo» (da  Mark F. Bear, Barry W. Connors e Michael A. Paradiso, Neuroscienze, a cura di Clara Casco, Laura Petrosini e Massimiliano Oliveri, 3ª ed., Milano, Masson Elsevier, 2010,  p. 322, ISBN 978-88-214-2943-9.).

## Dimensioni

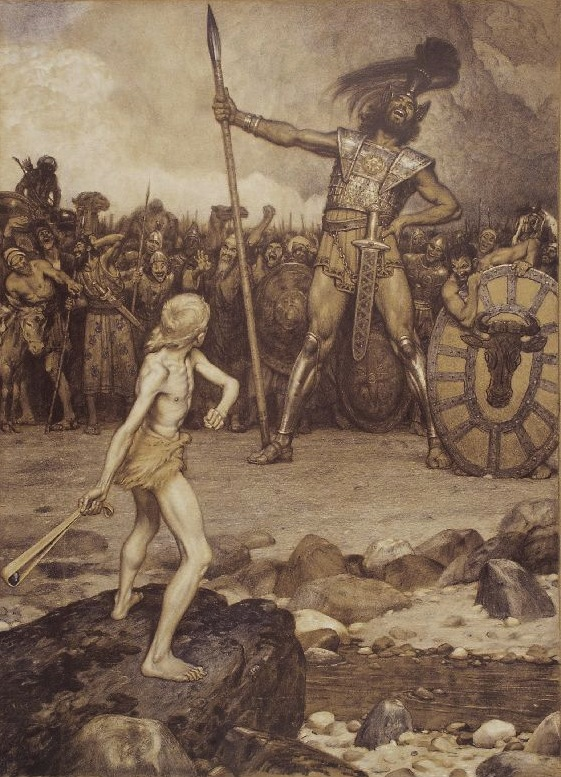
Davide e Golia, Osmar Schindler, litografia, 1888

La Bibbia narra l'altezza di Golia in 6 cubiti e un palmo, tenendo presente che un cubito ebraico equivale a 44,5 cm, e un palmo, o spanna, di circa 22,2 cm, il gigante biblico doveva essere alto circa 289,2 cm (44,5 x 6 + 22,2 = 289,2), circa 17,2 cm più alto di Robert Wadlow. Secondo Flavio Giuseppe Golia era alto solo 4 cubiti greci e un palmo (208 cm.)
Il peso della corazza di Golia era di 5.000 sicli: considerando che un siclo pesava tra i 10 e i 13 grammi, il peso della corazza era all'incirca tra i 50 kg e i 65 kg. Notano gli esegeti della citata Bibbia di Gerusalemme che "la statura del Filisteo arriva quasi ai tre metri. L'equipaggiamento e le armi che gli vengono attribuite rappresentano un guerriero come lo si poteva immaginare al tempo della redazione del testo", ovvero verso il VI secolo a.C.

### Riferimenti
1. ↑  La Stampa, 29-12-2013 Archiviato il 6 ottobre 2014 in Internet Archive.
2. ↑   1Sam 17, su La Parola - La Sacra Bibbia in italiano in Internet.
3. ↑  Bibbia TOB, Elle Di Ci Leumann, 1997, p. 522, ISBN 88-01-10612-2.
4. ↑  Raymond E. Brown, Joseph A. Fitzmyer, Roland E. Murphy, Nuovo Grande Commentario Biblico, Queriniana, 2002, p. 481, ISBN 88-399-0054-3.
5. 1 2  Bibbia di Gerusalemme, EDB, 2011, p. 572, ISBN 978-88-10-82031-5.
6. ↑   1Cro20,5, su La Parola - La Sacra Bibbia in italiano in Internet.
7. ↑   1Cro20,5, su La Parola - La Sacra Bibbia in italiano in Internet.
8. ↑  Cfr: Bibbia TOB, Elle Di Ci Leumann, 1997, p. 1743, ISBN 88-01-10612-2; Bibbia di Gerusalemme, EDB, 2011, pp. 796-797, ISBN 978-88-10-82031-5; Raymond E. Brown, Joseph A. Fitzmyer, Roland E. Murphy, Nuovo Grande Commentario Biblico, Queriniana, 2002, p. 481, ISBN 88-399-0054-3.
9. ↑   «Il gigante Golia aveva problemi di vista. Ecco perché fu sconfitto da Davide», in Corriere della Sera, RCS MediaGroup, 18 febbraio 2000,  p. 14. URL consultato il 16 gennaio 2016.
10. ↑  laparola.net
11. ↑  http://www.treccani.it/vocabolario/palmo/ si veda Esodo28:16 http://wol.jw.org/it/wol/d/r6/lp-i/1200004199
12. ↑  meteoweb.eu, 20-10-2014
13. ↑  Flavio Giuseppe, Antichità giudaiche VI, 9, 1 (171).
14. ↑  laparola.net